# 酸化レニウム(VI)
酸化レニウム(VI)（さんかレニウム ろく、英: rhenium(VI) oxide）は、化学式が ReO3 と表されるレニウムの酸化物で、金属光沢を持つ赤い固体である。第7族元素 (Mn, Tc, Re) の三酸化物の中で唯一安定に存在する。

## 構造

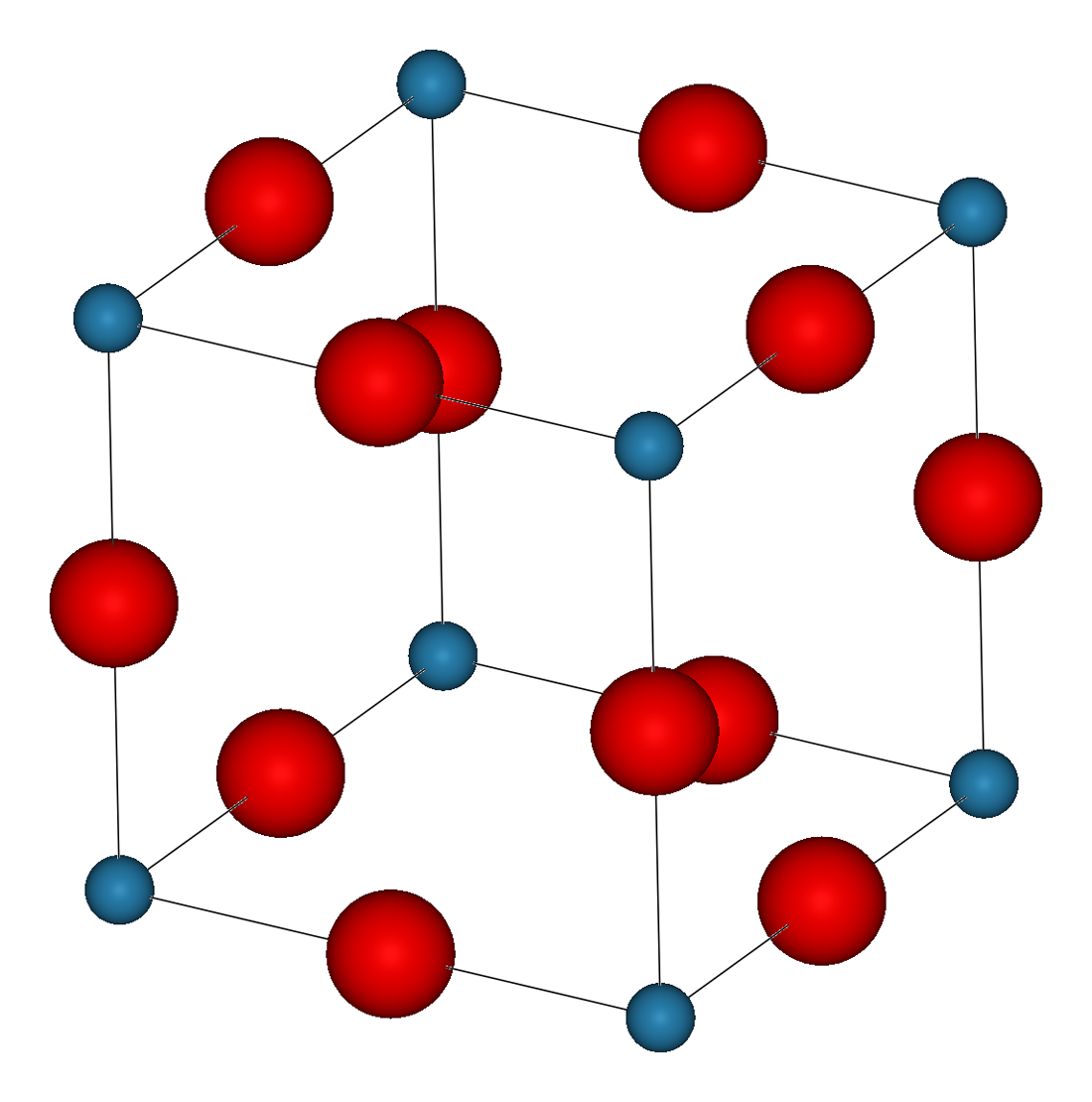
ReO_{3} の単位格子

酸化レニウム(VI)は単純立方格子構造を単位格子とする結晶を形成する。その格子定数は 3.742 Å (374.2 pm) である。酸化レニウム(VI)の構造はペロブスカイト構造 (ABO3) から単位格子の中心にあるカチオン A を取り去った残りの構造に似ている。各レニウム原子は6個の酸素原子に取り囲まれ、頂点を共有した八面体形構造を形成している。
ReO3 の単位格子を見ると、1/8レニウム原子が8個と1/4酸素原子が12個あることが分かる。合計してレニウム原子は1個、酸素原子は3個あるため、化学式は ReO3 となる。それぞれのレニウム原子は反対の電荷をもつ酸素原子6個と隣接しているため、レニウムの配位数は6である。

## 性質
酸化レニウム(VI)は、通常の金属酸化物では見られないような非常に小さい電気抵抗を示す。温度が下がるにつれて抵抗が下がる点も、金属に似ている。300 Kではその電気抵抗率は1.0 × 10-7 Ωm（1.0 × 105 S cm) 、100 Kではそれが6.0 × 10-9 Ωm（1.7 × 106 S cm）まで下がる。78 K付近では、金属として最も大きい電気伝導度を誇る銀と同程度の伝導性を示す。さらに興味深い点として、295 Kでレニウム単体金属の電気伝導度は、0.54 × 105 S cmであり、酸化レニウム(VI)の方がより電気伝導度が高い。

## 合成
ReO3 は酸化レニウム(VII)を一酸化炭素で還元すると得られる。
{\displaystyle {\ce {Re2O7 + CO -> 2ReO3 + CO2}}}